# Pere Serafí

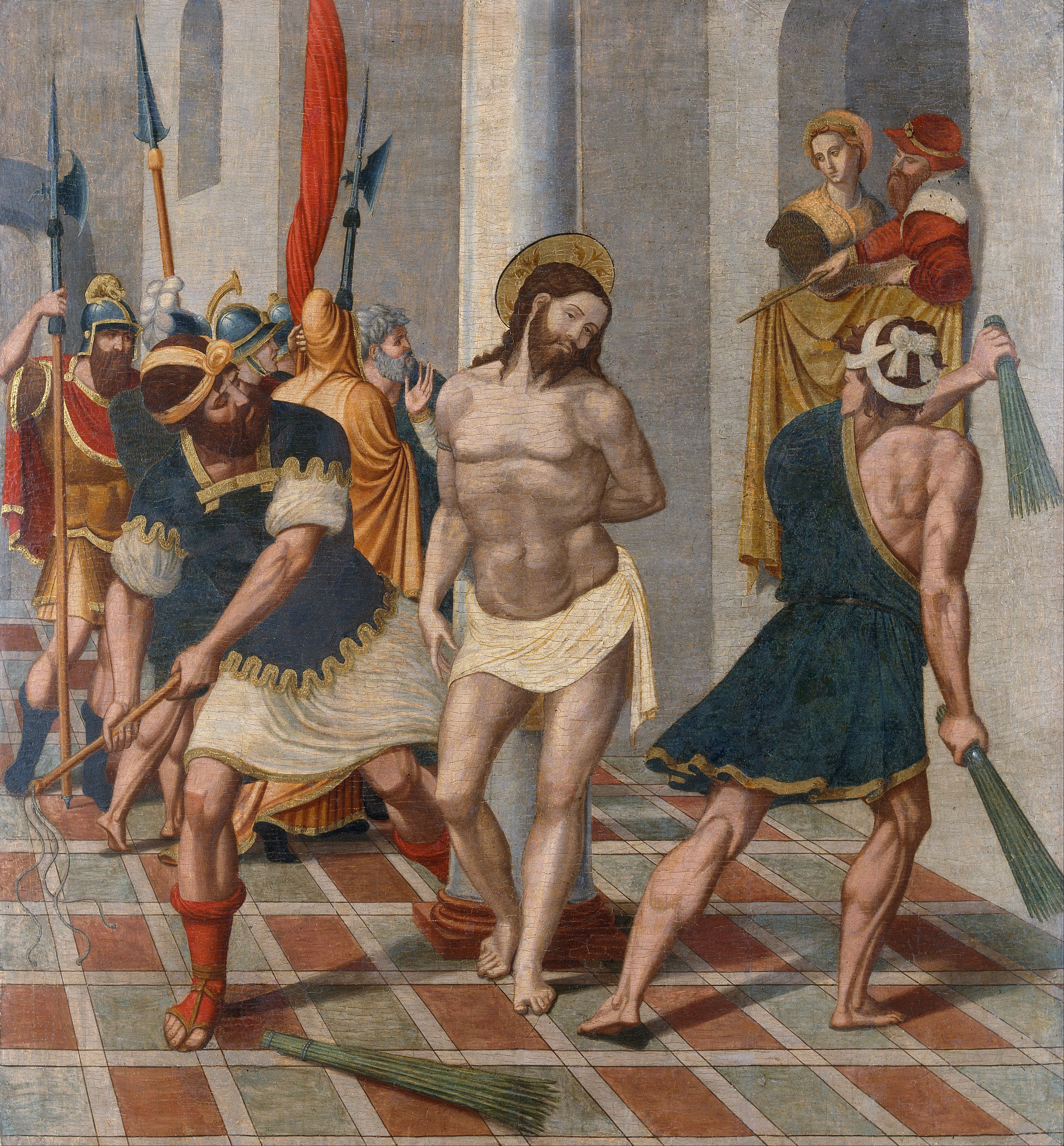
La flagelació de Crist, al MNAC.

Pere Serafí (1505/10 - Barcelona, 1567) fou un poeta i pintor català del Renaixement. Els seus contemporanis l'anomenaren «lo Grec»; hom creu que això és perquè de petit s'hauria establert a Barcelona provinent de Xipre.

## Biografia
Serafí s'aproximava a la figura d'home renaixentista que tocava diferents arts: era pintor, escriptor i també tocava un instrument, la lira, però no pot ser considerat pròpiament músic. La literatura era la seva primera ocupació després de la pintura. En el seu vessant pictòric, es poden destacar els retaules d'Arenys de Munt (1544) i de Sant Romà de Lloret (1548) i les portes dels orgues de les catedrals de Barcelona i Tarragona (1563). Aquesta faceta creativa gairebé total lliga amb l'època renaixentista, i entronca amb el concepte d'home nou que esmentaren Leonardo da Vinci i Miquel Àngel.
A Serafí tot li va anar molt bé, es va relacionar amb l'aristocràcia i va poder viure de l'art gràcies a la protecció de Jeroni Galceran Serapi de Sorribes al qual, a banda de lloar en el pròleg del seu llibre De poesia vulgar en lengua Catalana, dedica un sonet de forma italianitzant. Malauradament, va emmalaltir, empobrir i morir el 1567: està documentat el seu enterrament, el 5 de gener, a l'església de la Mercè.

## Obra literària
Pel que fa a la seva obra, tenim tota una col·lecció de poemes. El 1560 col·labora amb un sonet a l'edició de l'obra d'Ausiàs March i, cinc anys més tard, publica Dos llibres, conjunt de 170 poemes distribuïts en dues parts, una de profana i una altra d'espiritual. El fet que emmalaltís va impedir que edités la seva obra castellana, que hauria comprès una «art poètica» adreçada al rei.
En les seves obres, utilitza formes poètiques pròpies del Renaixement. És autor de sonets, madrigals, octaves rimades, epístoles, emblemes (comentaris de dibuixos), cançons i poemes. Serafí és un poeta sobre el patiment amorós en la línia petrarquista. De fet, en el sonet 34 (que justifica el títol del llibre de poemes) del seu recull de «poemes catalans» fa una valoració renaixentista dels grans poetes de l'antiguitat, al costat d'altres en llengua vulgar. Pel que fa als primers parla d'Homer, Virgili i Ovidi. Pel que fa al segons, de Petrarca, Dant i Ausiàs March.
Els romàntics catalans de la Renaixença el van valorar, desmentint el tòpic de la literatura moderna com a mal vista. I el compositor Pere Albert Vila li musicà el poema Cançó d'un desesperat d'amor.

## Obra artística
| Obra                                                                                                   | Data      | Nom                   | Tècnica, mides i notes | Localització                                                                      |
| --- | --------- | --------------------- | --- | --------------------------------------------------------------------------------- |
| Taula del retaule d'Arenys                                                                             | 1543-1546 | Retaule de Sant Martí | Tremp sobre fusta Tenia vint-i-un compartiments: onze són a l'església, reinstal·lats en un nou retaule, després de la crema del retaule en 1936; vuit al MNAC, en dipòsit, i dos es van perdre. Arquitectura de Joan de Tours; daurats de Jaume Fontanet | Església de Sant Martí Arenys de Munt Museu Nacional d'Art de Catalunya Barcelona |
| | 1544      | Portes de l'orgue     | Desaparegudes | Catedral de Vic Vic                                                               |
| | 1545-1549 | Retaule de Sant Romà  | Tremp sobre fusta Nou compartiments, desmuntats; daurats de Jaume Fontanet | Església de Sant Romà Lloret de Mar                                               |
| Exterior d'una de les portes petites de l'orgue · Interior d'una de les portes grans, amb la Nativitat | 1563      | Portes de l'orgue     | Oli sobre tela | Catedral de Barcelona. Museu de la Catedral Barcelona                             |
| | 1563      | Portes de l'orgue     | Oli sobre tela Contractades conjuntament amb Pietro Paolo de Montalbergo Obertes, es representa l'Anunciació, en color; tancades, l'Adoració dels pastors i la Resurrecció, en grisalla                                                                   | Catedral de Tarragona Tarragona                                                   |